# تله گودالی

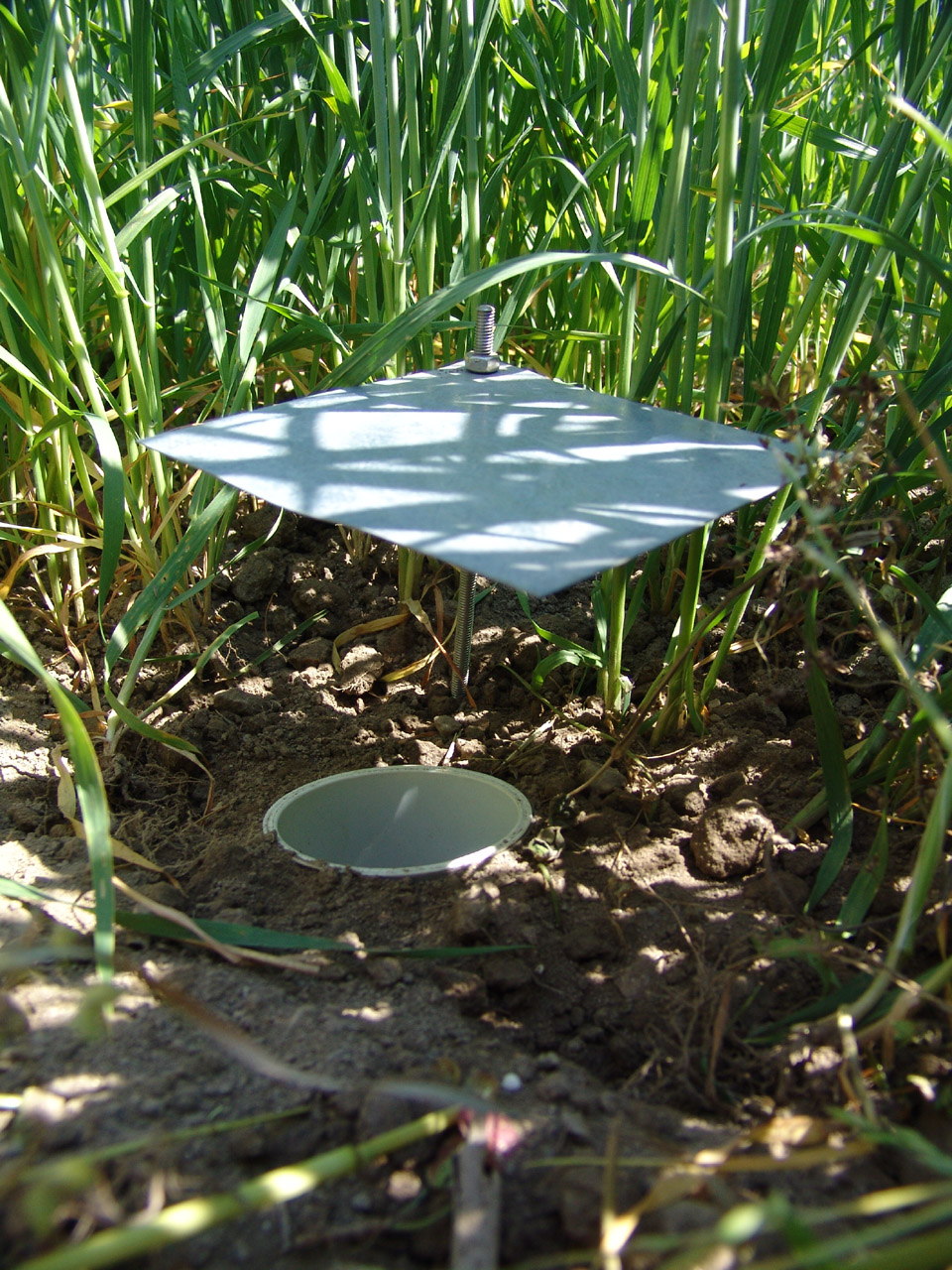
تله گودالی باربر

تله گودالی (به انگلیسی: Pitfall trap) جانوران کوچک مانند حشرات، دوزیستان و خزندگان را به دام می‌اندازد. تله‌های گودالی یک تکنیک نمونه‌برداری هستند که عمدتاً برای مطالعات بوم‌شناختی و کنترل آفات استفاده می‌شوند. جانورانی که وارد یک تله می‌شوند توانایی فرار ندارند. این یک شکل از جمع‌آوری غیرفعال است، برخلاف جمع‌آوری فعال که در آن جمع‌کننده هر جانور را می‌گیرد (با دست یا با وسیله‌ای مانند تور پروانه). جمع‌آوری فعال ممکن است دشوار یا زمان‌بر باشد، به ویژه در زیستگاه‌هایی که دیدن جانوران مانند علف‌های ضخیم سخت است.